# Grand Prix Belgie 1961
Grand Prix Belgie 1961 (oficiálně XXI Grote Prijs van Belgie) se jela na okruhu Circuit de Spa-Francorchamps v Stavelotu v Belgii dne 18. června 1961. Závod byl třetím v pořadí v sezóně 1961 šampionátu Formule 1.

## Kvalifikace
| Poř. | No. | Jezdec                  | Konstruktér     | Čas    | Ztráta |
| ---- | --- | ----------------------- | --------------- | ------ | ------ |
| 1    | 4   | Phil Hill               | Ferrari         | 3:59.3 | —      |
| 2    | 2   | Wolfgang von Trips      | Ferrari         | 4:00.1 | +0.8   |
| 3    | 8   | Olivier Gendebien       | Ferrari         | 4:03.0 | +3.7   |
| 4    | 24  | John Surtees            | Cooper-Climax   | 4:06.0 | +6.7   |
| 5    | 6   | Richie Ginther          | Ferrari         | 4:06.1 | +6.8   |
| 6    | 36  | Graham Hill             | BRM-Climax      | 4:07.6 | +8.3   |
| 7    | 38  | Tony Brooks             | BRM-Climax      | 4:07.9 | +8.6   |
| 8    | 14  | Stirling Moss           | Lotus-Climax    | 4:08.2 | +8.9   |
| 9    | 18  | Jo Bonnier              | Porsche         | 4:08.3 | +9.0   |
| 10   | 20  | Dan Gurney              | Porsche         | 4:08.4 | +9.1   |
| 11   | 28  | Jack Brabham            | Cooper-Climax   | 4:08.6 | +9.3   |
| 12   | 44  | Masten Gregory          | Cooper-Climax   | 4:10.2 | +10.9  |
| 13   | 40  | Jackie Lewis            | Cooper-Climax   | 4:11.1 | +11.8  |
| 14   | 22  | Carel Godin de Beaufort | Porsche         | 4:16.7 | +17.4  |
| 15   | 30  | Bruce McLaren           | Cooper-Climax   | 4:17.4 | +18.1  |
| 16   | 34  | Jim Clark               | Lotus-Climax    | 4:17.7 | +18.4  |
| 17   | 46  | Lorenzo Bandini         | Cooper-Maserati | 4:19.0 | +19.7  |
| 18   | 32  | Innes Ireland           | Lotus-Climax    | 4:20.0 | +20.7  |
| 19   | 10  | Willy Mairesse          | Lotus-Climax    | 4:20.6 | +21.3  |
| 20   | 26  | Maurice Trintignant     | Cooper-Maserati | 4:21.4 | +22.1  |
| 21   | 42  | Tony Marsh              | Lotus-Climax    | 4:24.2 | +24.9  |
| 22   | 12  | Lucien Bianchi          | Lotus-Climax    | 4:27.3 | +28.0  |
| 23   | 48  | Wolfgang Seidel         | Lotus-Climax    | 4:27.4 | +28.1  |
| 24   | 50  | Ian Burgess             | Lotus-Climax    | 4:34.6 | +35.3  |
| NC   | 16  | Cliff Allison           | Lotus-Climax    | —      | —      |

## Závod
| Poř.   | No. | Jezdec                  | Konstruktér     | Počet kol | Čas/Odstoupení               | Pořadí na startu | Body |
| ------ | --- | ----------------------- | --------------- | --------- | ---------------------------- | ---------------- | ---- |
| 1      | 4   | Phil Hill               | Ferrari         | 30        | 2:03:03.8                    | 1                | 9    |
| 2      | 2   | Wolfgang von Trips      | Ferrari         | 30        | +0.7                         | 2                | 6    |
| 3      | 6   | Richie Ginther          | Ferrari         | 30        | +19.5                        | 5                | 4    |
| 4      | 8   | Olivier Gendebien       | Ferrari         | 30        | +45.6                        | 3                | 3    |
| 5      | 24  | John Surtees            | Cooper-Climax   | 30        | +1:26.8                      | 4                | 2    |
| 6      | 20  | Dan Gurney              | Porsche         | 30        | +1:31.0                      | 10               | 1    |
| 7      | 18  | Jo Bonnier              | Porsche         | 30        | +2:47.1                      | 9                |      |
| 8      | 14  | Stirling Moss           | Lotus-Climax    | 30        | +3:55.6                      | 8                |      |
| 9      | 40  | Jackie Lewis            | Cooper-Climax   | 29        | +1 kolo                      | 13               |      |
| 10     | 44  | Masten Gregory          | Cooper-Climax   | 29        | +1 kolo                      | 12               |      |
| 11     | 22  | Carel Godin de Beaufort | Porsche         | 28        | +2 kola                      | 14               |      |
| 12     | 34  | Jim Clark               | Lotus-Climax    | 24        | +6 kol                       | 16               |      |
| 13     | 38  | Tony Brooks             | BRM-Climax      | 24        | +6 kol                       | 7                |      |
| Ret    | 36  | Graham Hill             | BRM-Climax      | 24        | Zapalování                   | 6                |      |
| Ret    | 26  | Maurice Trintignant     | Cooper-Maserati | 23        | Převodovka                   | 20               |      |
| Ret    | 46  | Lorenzo Bandini         | Cooper-Maserati | 20        | Ložisko                      | 17               |      |
| Ret    | 28  | Jack Brabham            | Cooper-Climax   | 12        | Motor                        | 11               |      |
| Ret    | 30  | Bruce McLaren           | Cooper-Climax   | 9         | Zapalování                   | 15               |      |
| Ret    | 32  | Innes Ireland           | Lotus-Climax    | 9         | Motor                        | 18               |      |
| Ret    | 12  | Lucien Bianchi          | Lotus-Climax    | 9         | Únik oleje                   | 21               |      |
| Ret    | 10  | Willy Mairesse          | Lotus-Climax    | 7         | Zapalování                   | 19               |      |
| DNS    | 42  | Tony Marsh              | Lotus-Climax    |           | Finanční potíže              |                  |      |
| DNS    | 48  | Wolfgang Seidel         | Lotus-Climax    |           | Finanční potíže              |                  |      |
| DNS    | 50  | Ian Burgess             | Lotus-Climax    |           | Finanční potíže              |                  |      |
| DNS    | 16  | Cliff Allison           | Lotus-Climax    |           | Poškození auta v kvalifikaci |                  |      |
| DNS    | 16  | Henry Taylor            | Lotus-Climax    |           | Poškození auta v kvalifikaci |                  |      |
| Zdroj: |     |                         |                 |           |                              |                  |      |

## Průběžné pořadí po závodě
Pohár jezdců
|        | Pořadí | Jezdec             | Body |
| ------ | ------ | ------------------ | ---- |
| 2      | 1      | Phil Hill          | 19   |
|        | 2      | Wolfgang von Trips | 18   |
| 2      | 3      | Stirling Moss      | 12   |
|        | 4      | Richie Ginther     | 12   |
|        | 5      | Jim Clark          | 4    |
| Zdroj: |        |                    |      |

Pohár konstruktérů
|        | Pořadí | Konstruktér   | Body |
| ------ | ------ | ------------- | ---- |
|        | 1      | Ferrari       | 22   |
|        | 2      | Lotus-Climax  | 12   |
| 1      | 3      | Cooper-Climax | 4    |
| 1      | 4      | Porsche       | 3    |
| Zdroj: |        |               |      |